# عینک استخوانی

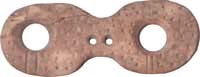
عکسی از شی استخوانی-برای اولین بار تهیه شده توسط پژوهشگر

عینک اسخوانی: این چشم پوش استخوانی در کشفیات باستان‌شناسی سال ۱۳۴۱ در یانیق تپه توسط علی اکبر سرافراز از روی صورت جسد بدست آمده و بهمین دلیل سرفراز آنرا عینک می‌نامد و مربوط به هزاره چهارم و سوم قبل از میلاد است(۱). که این شی استخوانی نخستین عینک (ابزاری برای اصلاح مشکلات اُپتیکی چشم) یافته شدهٔ ساخت بشر است. متأسفانه چارلز برنی سرپرست هیئت باستان‌شناسی یانیک تپه برخلاف نظر سرفراز این چشم پوش استخوانی را بدون بررسی علمی (Spectacle form) شکل عینک می‌نامد؛ و شورای ملی ثبت آثار نیز برهمین اساس این شی استخوانی را «شبیه عینک یانیق تپه» به شماره ۱۲۵۷ در فهرست آثار ملی ایران به ثبت رسانده‌است. با توجه به اینکه این عینک از روی صورت جسد به دست آمده در مورد عینک بودن این شی هیچ ابهامی وجود ندارد. این عینک بین سال‌های ۱۳۸۶ تا ۱۳۸۸ در گروه اُپتومتری (پژوهش‌های تاریخی) دانشگاه علوم پزشکی شهید بهشتی، توسط میر غفار صحیحی اسکویی پژوهشگر گروه مورد بررسی قرار گرفته و طبق نظر ایشان و با توجه به نیاز انسان برای اصلاح مشکلات اُپتیکی چشم در طول تاریخ و نکات فنی رعایت شده در آن که در آغاز هزاره سوم بعد از میلاد نیز کاربرد دارد بعنوان «عینک» معرفی شد.
یانیق تپه تبریز در ۳۰ کیلومتری جنوب غربی شهر تبریز نزدیک تازه کَند و به فاصله ۳ کیلومتری شهر خسرو شاه واقع شده‌است.